# مات غينتري
مات غينتري هو مصارع رياضي كندي، ولد في 30 يوليو 1982 في غرانتس باس في الولايات المتحدة.

## وصلات خارجية
- مات غينتري على موقع قاعدة بيانات المصارعة الدولية (الإنجليزية)
- مات غينتري على موقع أوليمبيديا (الإنجليزية)